# École de Novgorod
Pour un article plus général, voir Icône russe.
L'école de Novgorod s’est épanouie du XIe au XVIe siècle dans la ville de Novgorod, et peut se distinguer en deux épisodes séparés par la conquête mongole. Son histoire est formée d'un ensemble de peintres russes, connus pour leurs icônes et leurs fresques. Souvent, la figure de Théophane le Grec (~1335-1410) est utilisée pour comprendre cette période. Alors que la Russie était en pleine crise artistique, l’Église décidait d'inviter des artistes grecques pour "rehausser" le niveau iconographique et stylistique. Ce peintre a ainsi produit des icônes dans toute la Russie. Mais à Novgorod, comme à d'autres endroits, l'échange culturel ne fut pas à sens unique. Lui même a été influencé par l'art de l'icône novgorodienne et russe en général.
Novgorod était un centre économique et culturel dans la Russie du XIIe au XVIe siècle, alors que la majeure partie du reste du pays était occupée par les Mongols. Les artistes de Novgorod ont donc conservé la tradition byzantine tout en introduisant des couleurs plus claires, des formes plus plates, un adoucissement des types faciaux, et l'utilisation croissante d'une ligne gracieuse et rythmique pour définir la forme. Jusqu'au début du XIVe siècle, l'activité artistique était dominée par la peinture murale. Un nouvel élan artistique a été fourni par l'introduction de l'iconostase qui regroupait en exposition l'ensemble des icônes plutôt que d'être dispersées sur la totalité des murs de l'église. Cette présentation exigeait une forte impression globale cohérente, des lignes rythmiques et des couleurs harmonieuses. Les figures des personnages se sont allongées, ce qui est devenu la norme dans l'art russe.
Deux maîtres grecs — mentionnés nommément dans les chroniques — ont été particulièrement importants pour le développement de l'école de Novgorod au XIVe siècle, Isaïe le Grec et ses compagnons qui ont réalisé les fresques de l'église de l'Entrée à Jérusalem en 1338, et Théophane le Grec, qui a décoré de fresques l'église de la Transfiguration du Sauveur en 1378.
Au XVIe siècle, l'école de peinture, de sculpture et d'architecture de Moscou prend la relève de l'école de Novgorod.

## L'Icône de Novgorod pré-mongol
À Novgorod, cette pratique arrive sans doute vers le Xe siècle, à peu près en même temps que la conversion chrétienne. Les tensions entre la Rus’ et Byzance étant apaisées, de nombreux icônistes et peintres circulaient. Ils allaient à travers la Rus’ kiévienne, dans les plus grands centres pour travailler ou enseigner aux ateliers. On pense beaucoup, en étudiant ces premières icônes russes, qu’elles sont uniquement le fruit du travail des Grecs. Il est vrai que des ateliers grecs entiers se déplaçaient vers des chantiers de lieux de culte, et que l’iconographie de ces icônes était parfaitement calquée sur celles de Byzance. En effet, l’art de l’icône est un art de la copie, puisque soumis aux règles rigoureuses traduites par l'Eglise. Mais d’autres chercheurs pensent, à juste titre, qu’aucune civilisation, aussi proche culturellement soit elle d’une autre, ne produit d'œuvres sans interprétation propre à sa culture.

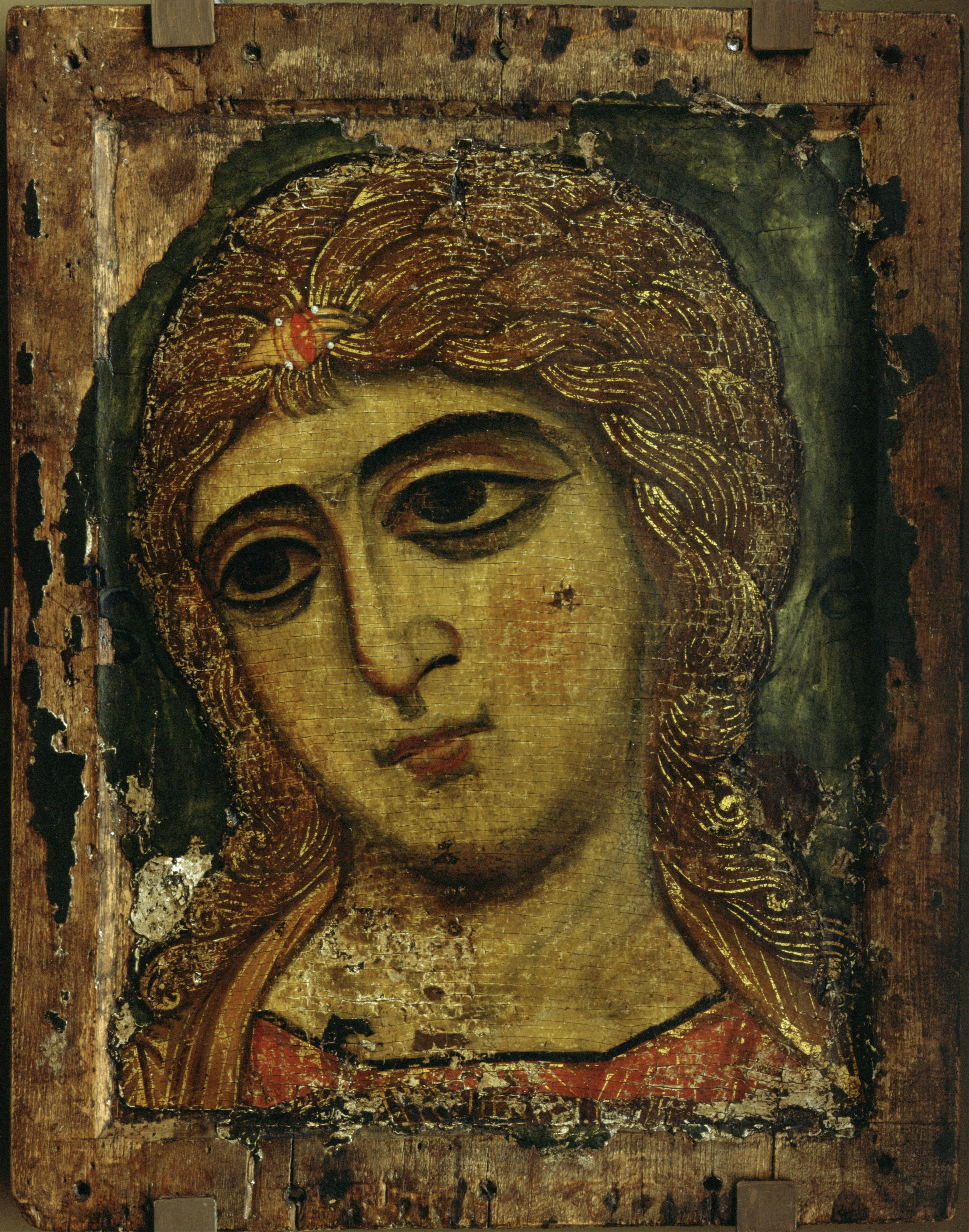
L'Ange aux cheveux d'or

Concernant les martyrs, la Rus’ n’avait pas de saints qui lui étaient propres puisque sa conversion s’est passé pacifiquement. C’est avec le martyre de Boris et Gleb au XIe siècle, qu'une hagiographie de saints russes commencera à être écrite sur les icônes.
L’école de Novgorod s’est immédiatement épanouie dans une iconographie parfaitement identique à celle de Byzance, mais dans un style singulier. Tandis que Kiev prenait le rôle de prototype exemplaire pour l'icône byzantine en Rus', certaines provinces pouvaient élaborer leur propre style.
Avec l'école de Novgorod, les visages sont ronds et "slavisés", les yeux anormalement agrandis et remplis d’émotions, les cheveux subissent un travail de coiffure dorée très stylisée et typique de la région, et les vêtements deviennent subulés. Outre des codes vestimentaires propres à la Rus’ et aux riches commanditaires boyards de Novgorod, le goût va être mis sur l'apparition de nouvelles couleurs, comme le vert, et sur une humanisation des figures.

## L'Icône de Novgorod post-mongol
Au XIIe siècle arrivent les Mongols, bouleversant profondément et détruisant la Rus’ de Kiev, faisant s’arrêter la circulation des icônes, notamment grecques, et la production nationale. Cependant, protégé par ses condition géographiques difficiles, l’extrême Nord, dont fait partie Novgorod, sera sauvegardée. Désormais coupé du monde byzantin, le style de l’école de Novgorod devient uniquement soumis au développement économique permis par les boyards de la ville. Novgorod prend alors la charge artistique de Kiev en devenant le centre d'une production artistique à l’arrêt dans le reste du territoire russe. La culture d'émancipation des boyards novgorodiens va se faire ressentir dans l'art de l'icône, à travers des changements stylistiques initiateurs.

## Description stylistique
On assiste à une frénésie des couleurs, avec d’abord le remplacement du fond doré par un bleu ciel (surtout pour les fresques), ou par un blanc éclatant ou un rouge vif. Ces procédés de couleurs sont typiques de l’École de Novgorod. Le blanc est également utilisé sur les vêtements et les figures pour dessiner les modelés. La couleur de départ va ainsi s’éclaircir dans les zones de lumière et non s’assombrir dans les zones d’ombre, permettant une illumination générale. Le rouge ne va pas non plus être cantonné au fond. Il va beaucoup s’associer au vert, formant une affinité qui va devenir très appréciée à travers toute la Russie.
La ville étant très riche à l’époque de la politique commerciale des boyards, les représentations des vêtements et mobiliers vont devenir fastueuses. Des pierres précieuses, réfléchissant la lumière, vont venir orner les livres, les écharpes épiscopales ou autres zones décoratives. La clarté des icônes est aussi permise par l'emploi de rayons dorés, à la façon de ceux faits pour la chevelure. La démarche est également théologique puisqu’elle signifie que la lumière animant les dorures provient d'une invocation externe, insondable et divine.
Le style général va s’adoucir et se naturaliser, rendant des figures personnifiées les unes des autres. Les canons de représentation de certains saints et épisodes vont également évoluer vers un style novgorodien. Enfin, les fonds et paysages ne prennent pas que de nouvelles couleurs, puisque l’architecture se précise et les montagnes s’émancipent vers la figuration de marches ascendantes.
Toutes ces qualités vont atteindre leur paroxysme au XVIe siècle, avant de s’évanouir sous la pression politique et culturelle moscovite. Mais ce qu’il faut comprendre, malgré ces apparentes ruptures singulières, c’est que l’école de Novgorod est toujours restée un modèle structurant. Représentative du pouvoir de la Rus’ puis de la Russie, elle est restée dans un impératif d’orthodoxie des dogmes imposés par l’Église russe. Elle faisait, par exemple, partie des cibles des grandes campagnes de redressement du canon stylistique et iconographique, commandées aux peintres grecs pour la Russie après les invasions mongoles, contrairement à certaines provinces alentour qui se sont développées dans des styles loin des canons, beaucoup plus maniéristes, sans être inquiétées,.

## Galerie de peintures d'icônes

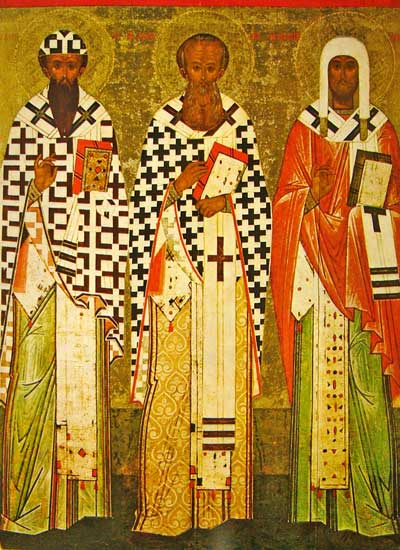
Cyrille d'Alexandrie, Athanase d'Alexandrie, Léonce de Rostov
Boris et Gleb, XIVe siècle
Saint Nicolas, première moitié du  XIIIe siècle
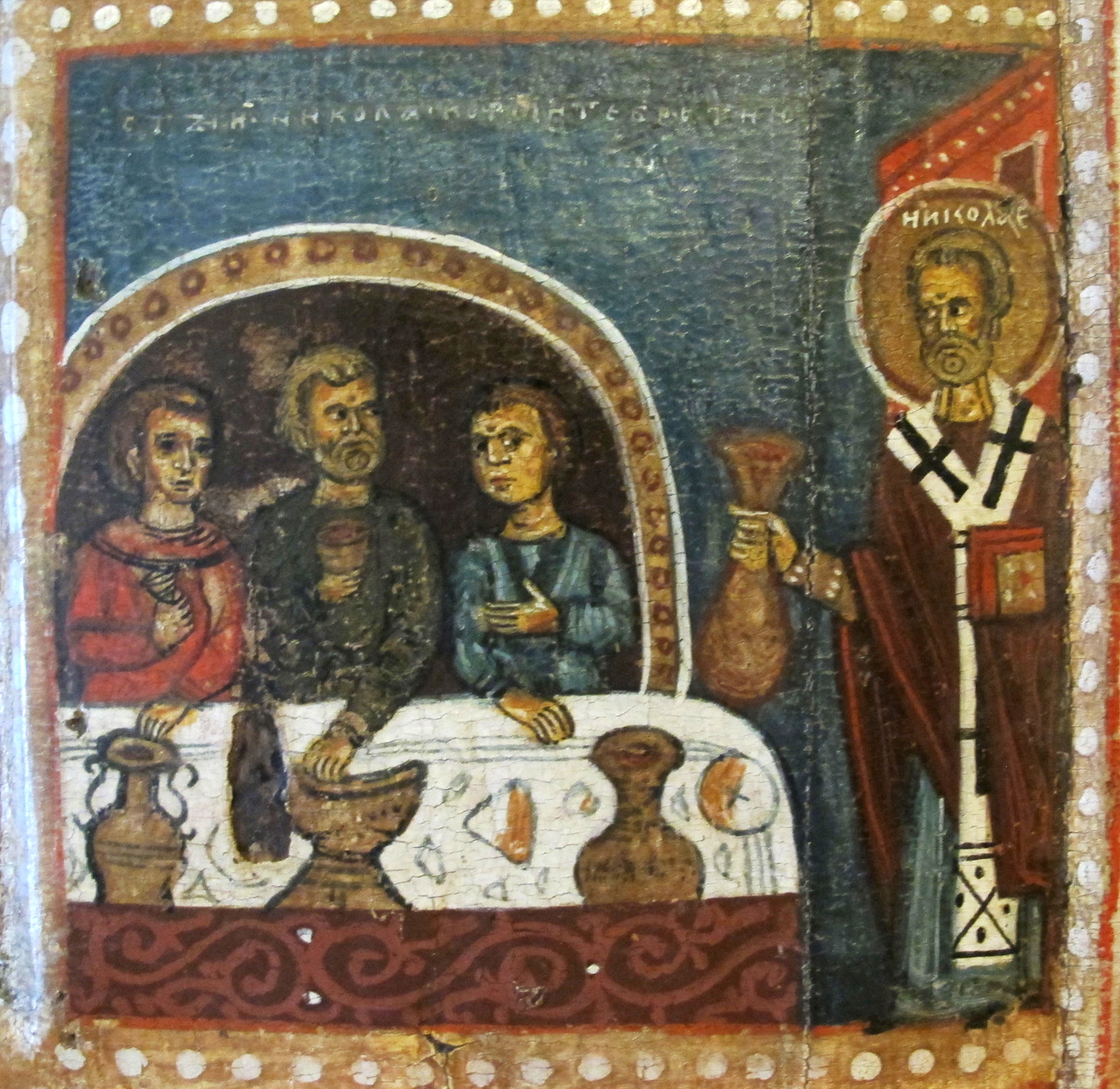
Saint Nicolas, début du  XVe siècle.
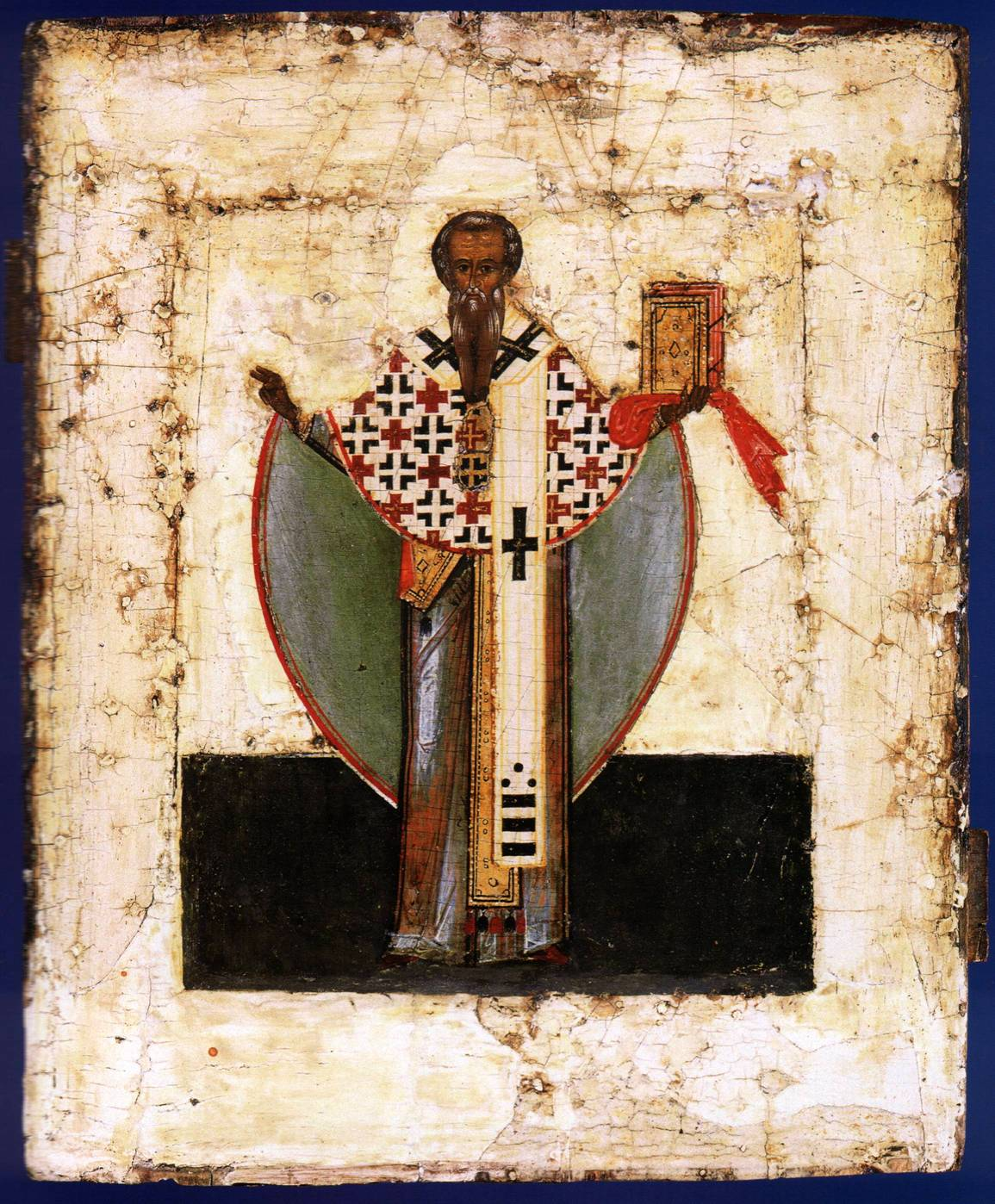
Jacques le Juste,  XVIe siècle.
Maître de l'école de Novgorod